# فينبلاستين
فينبلاستين (بالإنجليزية: Vinblastine)‏ هو إحدى أدوية العلاج الكيماوي, وتستخدم عادة مع الأدوية الأخرى، لعلاج العديد من أنواع السرطان. وتشمل: سرطان الغدد الليمفاوية هودجكين، وسرطان الرئة غير صغيرة الخلية، وسرطان المثانة، وسرطان الدماغ، سرطان الجلد، وسرطان الخصية. يعطى العلاج عن طريق الحقن في الوريد.
معظم متلقي الدواء من بعض الأعراض الجانبية؛ فعادةً ما يسبب تغير في الإحساس، والإمساك، والضعف، وفقدان الشهية، والصداع. وتشمل الآثار الجانبية الخطيرة انخفاض عدد خلايا الدم، وضيق في التنفس. يجب أن لا يُعطى للأشخاص الذين يعانون من عدوى بكتيرية في الوقت الحالي، كما يسبب الاستخدام خلال الحمل الضرر للجنين. يعمل فينبلاستين عن طريق منع الانقسام الخلوي.
تم استخلاص دواء الفينبلاستين عام 1958. وهو أحد الأدوية المُدرجة ضمن قائمة منظمة الصحة العالمية للأدوية الأساسية، التي تضم أكثر الأدوية فائدة وفعالية وآمان في الأنظمة الصحية. بلغت تكلفة بيع الجملة عام 2014 في الدول النامية تقريباَ 7.70 دولار أمريكي و 31.70 لكل جرعة. وفي المملكة المتحدة بلغت تكلفته 13.09 باوند لكل قنينة بسعة 10 ملغ. استخلص الدواء من تركيبة نباتية لجنس من النباتات ينمو في مدغشقر يدعى (بالإنجليزية: Madagascar periwinkle)‏.

## الاستخدام الطبي
يعد فينبلاستين مُكوّن لعدد من نُظم العلاج الكيماوي، وتشمل وصفة (ABVD) لعلاج سرطان الغدة الليمفاوية هودجيكن. ويستخدم أيضاُ لعلاج مرض كثرة المنسجات (بالإنجليزية: Histiocytosis)‏ وِفقاً للبروتوكولات التي أنشئتها رابطة مرض كثرة المنسجات.
الأعراض الجانبية.

## الأعراض الجانبية
تشمل الأعراض الجانبية لفينبلاستين فقدان الشعر، فقدان خلايا الدم البيضاء، والصفائح الدموية، ومشاكل الجهاز الهضمي وارتفاع ضغط الدم والتعرق المفرط والاكتئاب وتشنجات العضلات والدوار والصداع.